# جيوفاني فالتي
جيوفاني فالتي (بالإيطالية: Giovanni Valetti)‏ (مواليد 22 سبتمبر 1913 - الوفاة 28 مايو 1998) كان دراج إيطالي في صنف سباق الدراجات على الطريق.

## نتائجه

### نتائج التصنيف العام في الطوافات الكبرى
| الطوافات الكبرى | 1936 | 1937 | 1938 | 1939 | 1940 |
| --------------- | ---- | ---- | ---- | ---- | ---- |
| طواف إيطاليا    | 5    | 2    | 1    | 1    | 17   |
| طواف فرنسا      | —    | DNF  | —    | —    | —    |
| طواف إسبانيا    | —    | —    | —    | —    | —    |

| —               | لم يشارك       |
| لم يكمل السباق ‏ | لم يكمل السباق |

### سباقات أو مراحل فاز بها
| التاريخ        | السباق                    | المركز                                          |
| -------------- | ------------------------- | ----------------------------------------------- |
| 01 يناير 1933  | 1933 Giro del Lazio       | الفائز في التصنيف العام                         |
| 07 يونيو 1936  | طواف إيطاليا 1936         | الخامس في التصنيف العام                         |
| 22 أبريل 1937  | جيرو دي توسكانا 1937      | المركز الثالث                                   |
| 30 مايو 1937   | طواف إيطاليا 1937         | المركز الثاني                                   |
| 29 مايو 1938   | طواف إيطاليا 1938         | الفائز في التصنيف العام، الفائز في ترتيب التسلق |
| 13 أغسطس 1938  | طواف سويسرا 1938          | الفائز في التصنيف العام، الفائز في ترتيب التسلق |
| 18 سبتمبر 1938 | جراند بريكس دي نيشنز 1938 | الخامس في التصنيف العام                         |
| 18 مايو 1939   | طواف إيطاليا 1939         | الفائز في التصنيف العام                         |

## روابط خارجية
- جيوفاني فالتي على موقع أرشيف الدراجات (الإنجليزية)
- جيوفاني فالتي على موقع إحصائيات الدراجات الإحترافية (الإنجليزية)
- جيوفاني فالتي على موقع CycleBase (الإنجليزية)